# نظرآباد (مقاطعة دلفان)
نظرآباد (بالفارسية: نظرآباد) هي قرية تقع في قسم ايتيوند الشمالي الريفي (مقاطعة دلفان) في إيران.